# Austin Loomer Rand
Austin Loomer Rand (* 16. Dezember 1905 in Kentville, Nova Scotia, Kanada; † 6. November 1982 in Lake Placid, Florida) war ein kanadischer Ornithologe.
Rand wuchs in der Nähe von Wolfville auf. Er studierte Zoologe an der Acadia University und erlangte den Grad eines Bachelor of Science. 1961 verlieh ihm die Acadia University die Ehrendoktorwürde.
Als Student der Cornell University nahm er 1929 an einer Expedition nach Madagaskar teil, über die er 1936 seine Doktorarbeit mit dem Titel The distribution and habits of Madagascar birds schrieb. Während der Expedition arbeitete Rand mit dem Zoologen und Philanthropen Richard Archbold zusammen, mit dem ihn eine lebenslange Freundschaft verband. Ab den 1930er-Jahren leitete Archbold Expeditionen nach Neuguinea, an denen Rand teilnahm. 1941 bauten Austin Loomer Rand und Richard Archbold die Archbold Biological Station bei Lake Placid in Florida auf, eine unabhängige Forschungseinrichtung, die der Erforschung und Erhaltung der Flora und Fauna Floridas dient.
1942 war Rand Zoologe am Canadian Museum of Nature (ehemals National Museum of Canada), wo er mit dem Ornithologen Percy A. Taverner und dem Mammalogen Rudolph Martin Anderson zusammenarbeitete. Von 1947 bis 1955 war er Vogelkurator im Field Museum of Natural History in Chicago und von 1955 bis 1970 Chefkurator für Zoologie im selben Museum. In den 1940er und 1950er Jahren unternahm er mehrere Expeditionen mit Melvin Alvah Traylor junior nach Afrika und Südamerika.
Von 1962 bis 1964 war er Präsident der American Ornithologists’ Union.
Austin Loomer Rand beschrieb erstmals Vogelarten wie den Archboldlaubenvogel (Archboldia papuensis), den Mamberanolederkopf (Philemon brassi) und den Angolabrillenwürger (Prionops gabela)
Rands Sohn Austin Stanley Rand (1932–2005) war Herpetologe.

## Werke (Auswahl)
- 1936. The distribution and habits of Madagascar birds. (Bulletin of the American Museum of Natural History).
- 1937. Results of the Archbold expeditions No.14: The birds of the 1933-1934 Papuan expedition. (Bulletin of the American Museum of Natural History. Coauthored with Ernst Mayr).
- 1942. Results of the Archbold Expeditions. Birds of the 1936-1937 New Guinea Expedition. (Bulletin of the American Museum of Natural History).
- 1955. Stray feathers from a bird man's desk. Fascinating and unusual sidelights on the lives of birds.
- 1956. American Water and Game Birds. (Enthält Schattenrisse von Ugo Mochi)
- 1960. Birds of the Philippine Islands: Siquijor, Mount Malidang, Bohol, and Samar. (Fieldiana. Coauthored with D.S. Rabor).
- 1961. A Midwestern Almanac, Pageant of the Seasons. (Coauthored with his wife Rheua M. Rand).
- 1962. Birds in Summer.
- 1967. Ornithology: an Introduction.
- 1967. Handbook of New Guinea Birds. (Coauthored with E. Thomas Gilliard).
- 1971. Birds of North America.